# Seconda quantizzazione
La seconda quantizzazione è il formalismo che si usa per descrivere e analizzare i sistemi quantistici a molti corpi.
Fu introdotta nell'ambito della teoria quantistica dei campi (dove è conosciuta come quantizzazione canonica), in cui si pensa ai campi (tipicamente le funzioni d'onda della materia) come a operatori di campo, in modo simile a come le quantità fisiche (posizione, quantità di moto, etc.) sono considerate come operatori nel primo formalismo della meccanica quantistica ("prima quantizzazione"). Le idee cruciali di questo metodo furono formulate nel 1927 da Paul Dirac e sviluppate successivamente in particolare da Vladimir Fock e Pascual Jordan.

## Caratteristiche generali
Il primo formalismo della meccanica quantistica era basato sulla funzione d'onda come rappresentazione in coordinate spaziali del vettore di stato in uno spazio di Hilbert in cui le osservabili erano operatori lineari. Nella seconda quantizzazione le funzioni d'onda vengono sostituite da operatori (che per l'andamento continuo nello spazio vengono definiti operatori di campo) di un determinato spazio di Hilbert con infiniti gradi di libertà, chiamato spazio di Fock o spazio dei numeri d'occupazione. Gli operatori di campo agiscono in particolare sugli stati dello spazio di Fock, costruiti riempiendo gli stati a singola particella con un certo numero di particelle identiche (stati di Fock), come operatori di creazione e distruzione di particelle in un dato punto a un dato tempo, fornendo le basi per la teoria quantistica a molti corpi.

## Operatori di creazione e distruzione
In fisica un operatore di creazione è un operatore che aumenta di uno il numero di particelle di uno stato quantistico. L'operatore di distruzione è al contrario un operatore che riduce di uno il numero di particelle di uno stato ed è l'operatore aggiunto dell'operatore di creazione. L'uso di questi operatori è stato introdotto nel caso del problema dell'oscillatore armonico quantistico, dove sono definiti come gli operatori che aggiungono o rimuovono un quanto di energia al sistema. In seguito il loro uso è stato generalizzato a molti altri problemi e in generale la loro introduzione è alla base della teoria quantistica dei campi.
L'operatore di creazione {\displaystyle {\hat {a}}^{\dagger }} e l'operatore di distruzione {\displaystyle {\hat {a}}} possono essere definiti semplicemente sulla base della loro azione quando sono applicati su uno stato quantico. Supponiamo che {\displaystyle |n\rangle } sia uno stato quantistico contenente {\displaystyle n} particelle, o {\displaystyle n} quanti di energia, allora possiamo assumere come definizione implicita dell'operatore di annichilazione la seguente espressione:
{\displaystyle {\hat {a}}|n\rangle ={\sqrt {n}}|n-1\rangle }
ovvero l'operatore di annichilazione applicato allo stato con n particelle, ne ha generato un altro che contiene una particella in meno.
In modo assolutamente identico si può mostrare che:
{\displaystyle {\hat {a}}^{\dagger }|n\rangle ={\sqrt {n+1}}|n+1\rangle }
In questo modo, dallo stato fondamentale del sistema, che, ad esempio nel caso di una teoria di campo delle particelle elementari,   possiamo identificare con il vuoto, possono essere costruiti tutti gli altri stati applicando l'operatore di creazione:
{\displaystyle |n\rangle ={\frac {{({\hat {a}}^{\dagger })}^{n}}{\sqrt {n!}}}|0\rangle }

## Stati quantistici a molti corpi
Il punto di partenza del formalismo della seconda quantizzazione è il concetto di indistinguibilità delle particelle in meccanica quantistica. A differenza della meccanica classica, in cui ogni particella è identificata da un distinto vettore posizione {\displaystyle \mathbf {r} _{i}} e diverse configurazione dell'insieme dei vettori {\displaystyle \mathbf {r} _{i}} corrispondono a diversi stati a molti corpi, in meccanica quantistica, le particelle sono identiche, nel senso che scambiare due particelle (ad esempio {\displaystyle \mathbf {r} _{i}\leftrightarrow \mathbf {r} _{j}}) non porta a due stati diversi. Questo implica che la funzione d'onda dello stato a molti corpi deve essere invariante (a meno di un fattore di fase) per scambio di due particelle. A seconda della statistica delle particelle, la funzione d'onda a molti corpi può essere o simmetrica o antisimmetrica per lo scambio di particelle:
{\displaystyle \Psi _{\rm {B}}(\cdots ,\mathbf {r} _{i},\cdots ,\mathbf {r} _{j},\cdots )=+\Psi _{\rm {B}}(\cdots ,\mathbf {r} _{j},\cdots ,\mathbf {r} _{i},\cdots )} se le particelle sono bosoni (statistica di Bose-Einstein),
{\displaystyle \Psi _{\rm {F}}(\cdots ,\mathbf {r} _{i},\cdots ,\mathbf {r} _{j},\cdots )=-\Psi _{\rm {F}}(\cdots ,\mathbf {r} _{j},\cdots ,\mathbf {r} _{i},\cdots )} se le particelle sono fermioni (statistica di Fermi-Dirac).
Questa proprietà di simmetria per scambio impone un vincolo sulla funzione d'onda a molti corpi. Ogni volta che si aggiunge o si rimuove una particella dal sistema, la funzione d'onda deve essere simmetrizzata o antisimmetrizzata per soddisfare il vincolo di simmetria. Nel formalismo della "prima quantizzazione", questo vincolo è garantito dal fatto che le funzioni d'onda sono rappresentate da combinazioni lineari di permanenti (per i bosoni) o determinanti (per i fermioni) di stati a singola particella. Nel formalismo della seconda quantizzazione, il problema della simmetrizzazione è risolto dagli operatori di creazione e distruzione.

### Funzione d'onda a molti corpi nella prima quantizzazione
Si consideri un insieme completo di funzioni d'onda a singola particella {\displaystyle \psi _{\alpha }(\mathbf {r} )} contrassegnate da {\displaystyle \alpha } (che potrebbe essere un indice che combina vari numeri quantici). La seguente funzione d'onda
{\displaystyle \Psi [\mathbf {r} _{i}]=\prod _{i=1}^{N}\psi _{\alpha _{i}}(\mathbf {r} _{i})\equiv \psi _{\alpha _{1}}\otimes \psi _{\alpha _{2}}\otimes \cdots \otimes \psi _{\alpha _{N}}}
rappresenta uno stato a N particelle in cui la particella i-esima occupa lo stato a singola particella {\displaystyle |{\alpha _{i}}\rangle }. La funzione d'onda {\displaystyle \Psi } non è stata simmetrizzata o antisimmetrizzata, quindi in generale non adatta come funzione d'onda a molti corpi nel caso di particelle identiche. Tuttavia, può essere simmetrizzata (o anti-simmetrizzata) dagli operatori {\displaystyle {\mathcal {S}}} ("simmetrizzatore") e {\displaystyle {\mathcal {A}}} ("antisimmetrizzatore").
Per i bosoni, la funzione d'onda deve essere simmetrizzata,
{\displaystyle \Psi _{\rm {B}}[\mathbf {r} _{i}]={\mathcal {N}}{\mathcal {S}}\Psi [\mathbf {r} _{i}]={\mathcal {N}}\sum _{\pi \in S_{N}}\prod _{i=1}^{N}\psi _{\alpha _{\pi (i)}}(\mathbf {r} _{i})={\mathcal {N}}\sum _{\pi \in S_{N}}\psi _{\alpha _{\pi (1)}}\otimes \psi _{\alpha _{\pi (2)}}\otimes \cdots \otimes \psi _{\alpha _{\pi (N)}};}
mentre per i fermioni, deve essere antisimmetrizzata,
{\displaystyle \Psi _{\rm {F}}[\mathbf {r} _{i}]={\mathcal {N}}{\mathcal {A}}\Psi [\mathbf {r} _{i}]={\mathcal {N}}\sum _{\pi \in S_{N}}(-1)^{\pi }\prod _{i=1}^{N}\psi _{\alpha _{\pi (i)}}(\mathbf {r} _{i})={\mathcal {N}}\sum _{\pi \in S_{N}}(-1)^{\pi }\psi _{\alpha _{\pi (1)}}\otimes \psi _{\alpha _{\pi (2)}}\otimes \cdots \otimes \psi _{\alpha _{\pi (N)}}.}
Qui {\displaystyle \pi } è un elemento del gruppo di permutazione a N corpi (o gruppo simmetrico) {\displaystyle S_{N}}, e effettua una permutazione tra i label {\displaystyle \alpha _{i}}, e {\displaystyle (-1)^{\pi }} denota il segno di permutazione. {\displaystyle {\mathcal {N}}} è l'operatore di normalizzazione che normalizza la funzione d'onda.
Se si dispongono le funzioni d'onda a singola particella in una matrice {\displaystyle U}, in modo tale che l'elemento di matrice con riga i e colonna j sia {\displaystyle U_{ij}=\psi _{\alpha _{j}}(\mathbf {r} _{i})\equiv \langle \mathbf {r} _{i}|\alpha _{j}\rangle }, allora la funzione d'onda bosonica può essere scritta semplicemente come un permanente {\displaystyle \Psi _{\rm {B}}={\mathcal {N}}\operatorname {perm} U}, e quella fermionica come un determinante {\displaystyle \Psi _{\rm {F}}={\mathcal {N}}\operatorname {det} U} (anche detto determinante di Slater).

### Stati di Fock nella seconda quantizzazione
Il formalismo della "prima quantizzazione" comporta complicate procedure di simmetrizzazione per descrivere stati a molti corpi fisicamente realizzabili perché il linguaggio della prima quantizzazione è ridondante per particelle identiche. In esso, lo stato a molti corpi è descritto rispondendo a una serie di domande come "quale particella è in quale stato?". Tuttavia queste non sono domande fisicamente sensate, perché le particelle sono identiche ed è impossibile distinguerle. Gli stati {\displaystyle \psi _{1}\otimes \psi _{2}} e {\displaystyle \psi _{2}\otimes \psi _{1}} sembrano diversi ma sono in realtà due modi per indicare lo stesso stato a molti corpi. Pertanto la simmetrizzazione (o anti-simmetrizzazione) è necessaria per eliminare questa ridondanza.
Nel linguaggio della seconda quantizzazione, invece di chiedersi "quale particella in quale stato", ci si chiede "quante particelle ci sono in ciascuno stato?". Siccome questa descrizione non fa riferimento a come sono contrassegnate le singole particelle, non contiene informazioni ridondanti, e quindi porta a una descrizione più semplice e precisa dello stato quantistico a molti corpi. In questo approccio, lo stato a molti corpi è rappresentato nella base del numero di occupazione, e lo stato di base è contrassegnato dall'insieme dei numeri di occupazione, denotato
{\displaystyle |[n_{\alpha }]\rangle \equiv |n_{1},n_{2},\cdots ,n_{\alpha },\cdots \rangle ,}
il che significa che {\displaystyle n_{\alpha }} particelle si trovano nello stato a singola particella {\displaystyle |\alpha \rangle } (o in {\displaystyle \psi _{\alpha }}). La somma dei numeri di occupazione è pari al numero totale di particelle:
{\displaystyle \sum _{\alpha }n_{\alpha }=N}.
Per i fermioni, il numero di occupazione {\displaystyle n_{\alpha }} può essere solo 0 o 1, per via del principio di esclusione di Pauli; per i bosoni può essere qualsiasi numero intero non negativo 
{\displaystyle n_{\alpha }={\begin{cases}0,1&{\text{per i fermioni,}}\\0,1,2,3,...&{\text{per i bosoni.}}\end{cases}}}
Gli stati numero di occupazione {\displaystyle |[n_{\alpha }]\rangle } sono anche detti stati di Fock. Tutti gli stati di Fock formano una base completa dello spazio di Hilbert a molti corpi, o appunto spazio di Fock. Ogni generico stato a molti corpi può essere espresso come una combinazione lineare di stati di Fock.
Si noti che oltre fornire una descrizione più efficiente, lo spazio di Fock permette un numero di particelle variabile. Come uno spazio di Hilbert, è isomorfo alla somma di spazi tensoriali fermionici o bosonici a n particelle descritti nella sezione precedente, compreso uno spazio unidimensionale a zero particele ℂ.
Lo stato di Fock con tutti i numeri di occupazione pari a zero è detto stato di vuoto, e si indica con {\displaystyle |0\rangle \equiv |\cdots ,0_{\alpha },\cdots \rangle }. Lo stato di Fock con solo un numero di occupazione non nullo si può chiamare stato di Fock a singola modalità si indica con {\displaystyle |n_{\alpha }\rangle \equiv |\cdots ,0,n_{\alpha },0,\cdots \rangle }. In termini della funzione d'onda in prima quantizzazione, lo stato di vuoto è il prodotto di tensori unitari e si può indicare con {\displaystyle |0\rangle =1}. Lo stato a singola particella si riduce alla sua funzione d'onda {\displaystyle |1_{\alpha }\rangle =\psi _{\alpha }}. Altri stati (bosonici) a singola-modalità sono semplicemente il prodotto tensoriale della funzione d'onda di quella modalità, ad esempio {\displaystyle |2_{\alpha }\rangle =\psi _{\alpha }\otimes \psi _{\alpha }} e {\displaystyle |n_{\alpha }\rangle =\psi _{\alpha }^{\otimes n}}. Per stati di Fock multi-modalità (ovvero dove è coinvolto più di uno stato a singola particella {\displaystyle |\alpha \rangle }), la corrispondente funzione d'onda in prima quantizzazione richiederebbe una simmetrizzazione appropriata per la statistica delle particelle coinvolte, ad esempio {\displaystyle |1_{1},1_{2}\rangle =(\psi _{1}\psi _{2}+\psi _{2}\psi _{1})/{\sqrt {2}}} per uno stato bosonico, e {\displaystyle |1_{1},1_{2}\rangle =(\psi _{1}\psi _{2}-\psi _{2}\psi _{1})/{\sqrt {2}}} per uno stato fermionico (il simbolo {\displaystyle \otimes } tra  {\displaystyle \psi _{1}} e {\displaystyle \psi _{2}} è omesso per semplicità). In generale, la normalizzazione è {\displaystyle {\sqrt {\tfrac {\prod _{\alpha }n_{\alpha }!}{N!}}}}, dove N è il numero totale di particelle. Per i fermioni si riduce a {\displaystyle {\tfrac {1}{\sqrt {N!}}}} dato che {\displaystyle n_{\alpha }} può essere solo o 0 o 1. Quindi la funzione d'onda in prima quantizzazione corrispondente allo stato di Fock si scrive
{\displaystyle |[n_{\alpha }]\rangle _{\rm {B}}=\left({\frac {\prod _{\alpha }n_{\alpha }!}{N!}}\right)^{1/2}{\mathcal {S}}\bigotimes \limits _{\alpha }\psi _{\alpha }^{\otimes n_{\alpha }}}
per i bosoni e
{\displaystyle |[n_{\alpha }]\rangle _{\rm {F}}={\frac {1}{\sqrt {N!}}}{\mathcal {A}}\bigotimes \limits _{\alpha }\psi _{\alpha }^{\otimes n_{\alpha }}}
per i fermioni. Si noti che, per i fermioni, {\displaystyle n_{\alpha }=0,1}, quindi il prodotto tensore è di fatto solo un prodotto su tutti gli stati a singola particella occupati.